# Jakub Stefaniak
Jakub Łukasz Stefaniak (ur. 29 sierpnia 1981 w Lublinie) – polski polityk, dziennikarz telewizyjny, w latach 2015–2019 rzecznik prasowy Polskiego Stronnictwa Ludowego, w latach 2019–2022 wicedyrektor Centrum Informacyjnego Senatu, w latach 2023–2025 rzecznik prasowy Ministerstwa Rozwoju i Technologii, od 2025 sekretarz stanu w Kancelarii Prezesa Rady Ministrów i zastępca szefa KPRM.

## Życiorys
Ukończył IX Liceum im. Mikołaja Kopernika w Lublinie. Absolwent historii sztuki na Wydziale Humanistycznym KUL. Od 2003 związany z TVP3 Lublin. Najpierw dziennikarz w programie interwencyjnym, później w redakcji newsowej. Prowadzący Magazyn Sportowy.
Od 2007 mieszka w Warszawie. Pracował w TV Puls oraz TVP Info. Relacjonował liczne wydarzenia zagraniczne, m.in. Expo 2010 (Szanghaj), Euro 2012 (Kijów) oraz liczne wydarzenia związane z udziałem Polski w działaniach NATO. Zajmował się tematyką wojskową.
Na przełomie 2014 i 2015 roku odszedł z dziennikarstwa i objął funkcję rzecznika prasowego Polskiego Stronnictwa Ludowego.
30 maja 2018 został ogłoszony przez lidera PSL Władysława Kosiniaka-Kamysza jako kandydat na prezydenta Warszawy. W wyborach zajął 10. miejsce spośród 12 kandydatów. W wyborach parlamentarnych w 2019 kandydował do Sejmu z 3. miejsca na liście warszawskiej, uzyskując 6624 głosy i nie zdobywając mandatu posła. W listopadzie tego samego roku przestał być rzecznikiem PSL. W następnym miesiącu został zastępcą dyrektora Centrum Informacyjnego Senatu. W maju 2022 zrezygnował z tego stanowiska, w związku z wyborem do Rady Naczelnej PSL. W wyborach w 2023 z ostatniego miejsca na liście w Lublinie bezskutecznie kandydował do Sejmu z listy Trzeciej Drogi.  W grudniu tego samego roku został rzecznikiem prasowym w Ministerstwie Rozwoju i Technologii. W 2024 bezskutecznie ubiegał się o mandat radnego, zdobywając 7424 głosów.  W lutym 2025 został sekretarzem stanu w Kancelarii Prezesa Rady Ministrów i zastępcą szefa KPRM.

## Odznaczenia
W sierpniu 2012 został odznaczony Brązowym Medalem „Za zasługi dla obronności kraju”.